# Gy. Szabó Gyula
Gy. Szabó Gyula, Gyergyói, álnevei: Szárhegyi Gyula, Tamás Gyula (Gyergyószárhegy, 1933. július 24. –) erdélyi magyar újságíró, riporter, novellista.

## Életútja
Középiskolai tanulmányait Gyergyószentmiklóson végezte, 1956-ban szerzett orosz nyelv és irodalom szakos tanári oklevelet a Bolyai Tudományegyetemen. Szilágysomlyón, majd Nagyváradon tanított, 1960-tól az Előre nagyváradi tudósítója, 1973 februárjától a Falvak Dolgozó Népe belső munkatársa.
Az 1970-es években jelentkezett novellákkal az Igaz Szó, Utunk és a Bihari Napló hasábjain. Riportjai jelentek meg a Kötések, sodrásban (1980) című Falvak Népe-antológiában. Táj-, falu- és tanyabemutató írásait a szociográfiai látásmód, a helytörténeti tények és a néprajzi, művelődéstörténeti értékek iránti fogékonyság jellemzi. Helytörténeti kutatásairól a Korunk hasábjain számolt be.